# Sedum diminutum
Sedum diminutum är en fetbladsväxtart som först beskrevs av Robert Theodore Clausen, och fick sitt nu gällande namn av Guy L. Nesom. Sedum diminutum ingår i Fetknoppssläktet som ingår i familjen fetbladsväxter. Inga underarter finns listade i Catalogue of Life.